# Puente Alto
Puente Alto è un comune del Cile, capoluogo della provincia di Cordillera. Si trova nella Regione Metropolitana di Santiago. Al censimento del 2002 possedeva una popolazione di 492.915 abitanti.

## Società

### Evoluzione demografica
| Censimento del 1992 | Censimento del 2002 |
| 254.673 ab.         | 492.915 ab.         |